# Коротнянська волость
Коротнянська волость — історична адміністративно-територіальна одиниця Тираспольського повіту Херсонської губернії.
Станом на 1886 рік складалася з 3 поселень, 3 сільських громад. Населення — 5610 осіб (2917 чоловічої статі та 2693 — жіночої), 1148 дворових господарства.
|                     | Площа, десятин | У тому числі орної, дес. |
| ------------------- | -------------- | ------------------------ |
| Сільських громад    | 17265          | 8852                     |
| Приватної власності | —              | —                        |
| Казенної власності  | 3251           | 50                       |
| Іншої власності     | 369            | 180                      |
| Загалом             | 20885          | 9062                     |

Поселення волості:
- Коротне — село при річках Дністер і Турунчук за 26 верст від повітового міста, 1255 особи, 252 дворів, православна церква, школа, земська станція, 2 лавки.
- Глинне — село при річках Дністер і Турунчук, 1988 осіб, 433 двори, православна церква, школа, 3 лавки, базари раз на 2 тижні.
- Незавертайловка — село при річках Дністер і Турунчук, 2367 осіб, 463 двори, православна церква, школа, 4 лавки.